# Бассара
Бассара, бассарей (др.-греч. βαοοάρα, βαοοαρίο) — в Древней Греции длинное одеяние менад, называвшихся также бассаридами.
Считалось одеждой бога Диониса (в число именований которого в связи с этом входило имя Бассарей). Изготавливалось, предположительно, из лисьих шкур, поскольку Геродот возводит это название к известному ему слову, обозначающему лисицу. Известно только из фракийской традиции, тогда как в других регионах Дионис описывался одетым в шкуру лани (небриду), а менады носили одеяния из козьих шкур.